# Securinega antsingyensis
Securinega antsingyensis är en emblikaväxtart som beskrevs av Jacques Désiré Leandri. Securinega antsingyensis ingår i släktet Securinega och familjen emblikaväxter. Inga underarter finns listade i Catalogue of Life.